# Штангенрейсмас

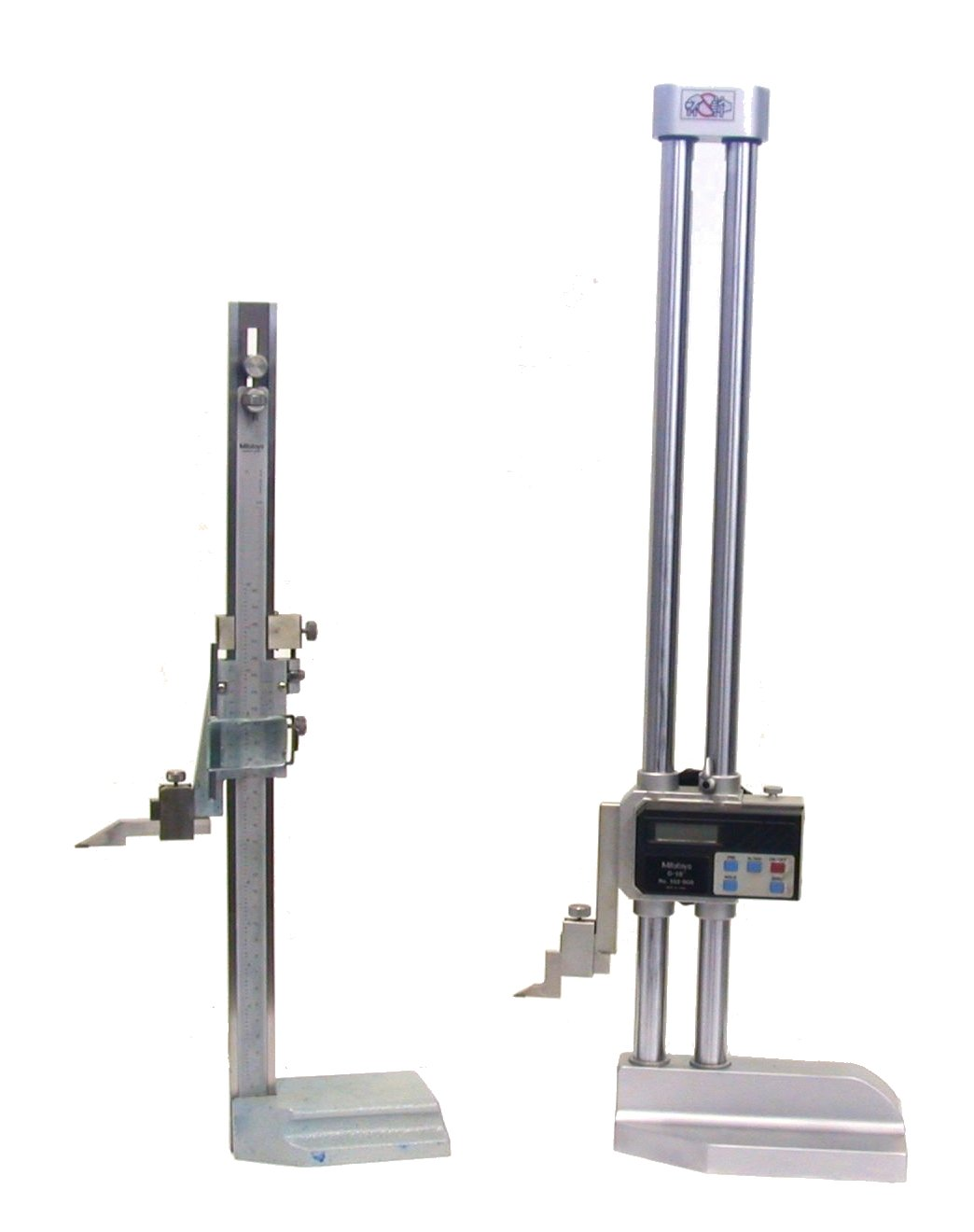
Штангенрейсмас: з відліком по ноніусу (ліворуч) і з цифровою шкалою (праворуч)

Штангенре́йсмас (штангенрейсмус) — це вимірювальний прилад (штангенінструмент), що призначений для вимірювання висоти і проведення розмітки. За конструкцією прилад схожий на штангенциркуль, але встановлений на підставці і розташований у вертикальній площині.  

## Використання
У слюсарній справі штангенрейсмас використовується для проведення розмічальних робіт, прокреслювання рисок, перенесення розмірів з масштабної лінійки на заготовку, вимірювання довжини (висоти). Застосовується, також, для проведення паралельних горизонтальних і вертикальних ліній на деталях встановлених на плиті, а також для перевірки правильності встановлення виробів.
У комплект входять вимірювальна та розмічальна ніжки. Цей вимірювальний інструмент, знайшов застосування в машинобудуванні та метрології.

## Різновиди
Штангенрейсмаси виготовляються наступних типів:
- ШР — з відліком по ноніусу;
- ШРК — із пристроєм відліку з коловою шкалою;
- ШРЦ — з електронним цифровим пристроєм відліку.

Діапазон вимірювань по ноніусу, ціна поділки колової шкали і крок дискретності цифрового пристрою відліку повинні відповідати вказаним у таблиці.
| Діапазон вимірювання, мм | Значення відліку по ноніусу, мм | Ціна поділки колової шкали, мм | Крок дискретності цифрового пристрою, мм |
| ------------------------ | ------------------------------- | ------------------------------ | ---------------------------------------- |
| 0...250                  | 0,05                            | 0,02; 0,05                     | 0,01                                     |
| 40...400                 | 0,05                            | 0,05                           | 0,01                                     |
| 60...630                 | 0,05; 0,10                      | 0,05                           | 0,01                                     |
| 100...1000               | 0,05; 0,10                      | 0,05                           | 0,05                                     |
| 600...1600               | 0,10                            | —                              | —                                        |
| 1500...2500              | 0,10                            | —                              | —                                        |

Приклади умовних познак штангенрейсмасів.
- Штангенрейсмас типу ШР з діапазоном вимірювання 0...250 мм із значенням відліку по ноніуса 0,05 мм:

Штангенрейсмас ШР-250-0,05 ГОСТ 164-90.
- Штангенрейсмас типу ШРЦ з діапазоном вимірювання 0...250 мм і кроком дискретності 0,01 мм:

Штангенрейсмас ШРЦ-250-0,01 ГОСТ 164-90.